# Pete Travis
Pour les articles homonymes, voir Travis.
Pete Travis, né dans la Cité de Salford en Angleterre, est un réalisateur de cinéma et de télévision britannique.

## Filmographie

### Films
- 2008 : Angles d'attaque (Vantage Point)
- 2009 : Endgame
- 2012 : Dredd
- 2013 : Legacy, téléfilm
- 2015 : The Go-Between, téléfilm
- 2016 : City of Tiny Lights

#### Scénariste
- 2015 : Gunman (The Gunman) de Pierre Morel

### Court-métrage
- 1998 : Bill's New Frock

### Télévision

#### Séries télévisées
- 1996 : Faith
- 1997 : The Bill (épisode Rift)
- 1999 : Home Farm Twins (cinq épisodes)
- 1999 : Cold Feet (épisodes 5 et 6, saison 2)
- 2002 : The Jury (6 épisodes)

#### Téléfilms
- 2000 : Other People's Children
- 2003 : Henry VIII
- 2004 : Omagh